# 秦時吉
秦時吉（1530年—？），字修之，陝西漢中府南鄭縣人，民籍，明朝政治人物。

## 生平
嘉靖三十七年（1558年）戊午科陝西鄉試第三十六名舉人。隆慶二年（1568年）中式戊辰科會試第三百二十二名，三甲第二百九十二名進士。授行人司行人，萬曆三年（1575年）三月考选貴州道試監察御史，七月實授，八年九月復補原职。

## 家族
曾祖秦杲；祖父秦廣；父秦旻，衛經歷。母張氏；繼母劉氏；繼母賀氏。严侍下。弟秦時利。